# Église de la Transfiguration (Krasnoïarsk)
Pour les articles homonymes, voir Église de la Transfiguration.
L'église de La Transfiguration du Seigneur est une église catholique de style néogothique située à Krasnoïarsk en Russie. Elle dépend du diocèse d'Irkoutsk et se trouve 20 rue des Dékabristes.

## Historique
La paroisse catholique de Krasnoïarsk, qui comprend majoritairement des Polonais, est érigée officiellement le 1er août 1836 et dépend alors de l'archidiocèse de Moguilev et de Saint-Pétersbourg. Le consistoire impérial de Tomsk donne la permission à cette paroisse de faire bâtir une nouvelle église en 1855, rue de l'Annonciation, qui est prête en 1857. Elle est en bois et de style néogothique avec des décorations de stucs et l'intérieur de mur blanc. Elle possède un orgue de type « Melodikon ».
Le nombre des fidèles est trop grand pour la capacité de l'église à la fin du XIXe siècle, aussi est-il décidé d'en faire bâtir une nouvelle plus grande. Le projet est confié à l'architecte Pavlov et confirmé par le gouverneur en 1902. Des fonds sont recueillis de tout le gouvernement du Ienisseï et des paroisses catholiques de l'ouest de l'Empire russe, pour un total au 1er juillet 1906 de huit mille cent soixante-cinq roubles et treize kopecks. Un terrain voie du Bataillon (aujourd'hui rue des Dékabristes) est acheté à la fille et héritière de l'ancien maire de la ville, Piotr Ivanovitch Kouznetsov (1818-1878), riche propriétaire de mines d'or, pour la somme de quatre mille neuf cent quatorze roubles.
Les travaux, sous la responsabilité de l'architecte catholique Wladimir Sokolowski (1874-1959), se poursuivent de 1908 à 1910. L'église de style gothique allemand, avec son pignon à échelons et ses tours jumelles, mesure treize sagènes de long sur six et huit sagènes de large, pour une capacité d'environ un millier de fidèles.

## Période contemporaine
L'église est nationalisée en 1922 et donnée en location à la communauté paroissiale. Elle est fermée au cours d'une campagne d'athéisme en 1936 et transformée en station de radio, ce qui lui évite la destruction.
En 1982, un orgue est installé dans l'édifice qui est transformé en salle philharmonique, où  des concerts, notamment d'orgues, sont donnés. Après la chute du régime athée de l'URSS, la paroisse retrouve la permission en 1993 d'organiser des cérémonies  épisodiques, puis régulières, à l'intérieur de l'édifice, en cohabitation avec la société philharmonique.
En 2012, une nouvelle salle philharmonique est construite et l'église entièrement rendue à la paroisse. Il existe une seconde paroisse catholique à Krasnoïarsk, la paroisse de la Sainte-Famille, située dans le quartier de Solnetchny (1/367 rue Petrouchine).